# Simulium lividum
Simulium lividum är en tvåvingeart som först beskrevs av Schellenberg 1803.  Simulium lividum ingår i släktet Simulium och familjen knott.
Artens utbredningsområde är Schweiz. Inga underarter finns listade i Catalogue of Life.